# Sinar Bangun
Sinar Bangun is een bestuurslaag in het regentschap Tanggamus van de provincie Lampung, Indonesië. Sinar Bangun telt 863 inwoners (volkstelling 2010).